# Fédération nationale des écoles des parents et des éducateurs
La Fédération nationale des écoles des parents et des éducateurs (FNEPE) est une association française, loi de 1901, reconnue d’utilité publique et agréée association de jeunesse, d’éducation populaire et complémentaire de l’enseignement public. Elle a été créée en 1970. Toutefois, elle remonte son historique à 1929, année de création de la première école des parents et des éducateurs par Marguerite Verine-Lebrun.
Depuis novembre 2023, la FNEPE est agréé par l'Unaf en qualité d'organisme associé.

## Personnalités
- Président d'honneur : Daniel Marcelli
- Directrice : Béatrice Bayo